# クリストフ・クリタ
クリストフ・クリタ （年齢非公開）は日仏において活躍する漫画家、絵コンテ・ライター。「吉田クリストフ」の名でも活動している。また医師免許を持つ医者でもある。
東京都千代田区出身。日仏ハーフ。
フランス・パリ市内に居を構えるが、日本における創作活動のため2006年より2010年まで東京都に居住。
2010年よりパリへ戻り、日本での活動に加えて欧州への作品発信も再開。フランスの出版社から単行本の出版を始めるなど、日本と欧州の間で活動を続けている。
17歳まで東京で教育を受けたが、東京の日仏リセにてバカロレア取得後フランスへ渡り、パリ第5大学（Université Paris Descartes）医学部で医師免許を取得。
また同時に、フランス国立東洋言語文化研究所（通称INALCO）において4年間中国語を専攻。
1999年から2000年オランダ・アムステルダムに在住。現地にてオランダ語を習得する。以後、日本とフランスを自由に渡り歩きながら、漫画家・絵コンテ・ライターとして活躍。
1987年にアングレム国際漫画祭（フランス）新人賞ノミネート。
代表作に『おだいじに』、『冒険野郎伝説「アヴァンチュリエ」』など。

## 来歴
- 1987年、1988年にフランスのソルグ社より　江戸時代を舞台にした漫画作品、"Mashemalo"を出版。
- 1987年にアングレム国際漫画祭（フランス）新人賞にノミネートされる。
- 1991年～1994年 東京に帰国、週刊モーニング（講談社）にて、江戸時代の庶民の生活を落語調に描いた「おだいじに」を連載。医師としての知識を織り込み、医者を主人公に据えた。
- 1993年 5月 単行本『おだいじに』1巻（ISBN 4-06-319383-7）刊行
- 1994年 10月 単行本『おだいじに』2巻(ISBN 4-06-319541-4）刊行
- 同年、『ヤングチャンピオン』（秋田書店）にて『マルセルの空』『スパイク』などSF短編を掲載。
- 1994年 フランスへ戻り、アニメの絵コンテを描き始める。（Gaumont, Saban, Marathon animation, Ex-machina社）
- 2004年から日本にて日仏合作のアニメシリーズ『オーバン・スター・レーサーズ』に携わる。
- 2004年末より、コミックビームにて新シリーズ　『冒険野郎伝説「アヴァンチュリエ」』を連載。
- 2008年4月 単行本『冒険野郎伝説「アヴァンチュリエ」』(Beam Comix) (ISBN 4-06-319383-7）刊行
- 2008年5月から講談社ウェブコミック配信サイト『MiChao!』内『ピテカントロプス』にて、以前より構想を練っていたフランスの妖怪もののカラー漫画作品『ディアボリカ』連載開始。
- 2010年10月 フランスAnkama éditions社から『Encyclopedia Diabolica : Tome 1』を出版。
- 2011年5月 フランスAnkama éditions社から『Encyclopedia Diabolica : Tome 2』を出版。
- 2011年11月 公式ブログを開始。
- 2018年　フランス妖怪漫画『ディアボリカ』を「ゴルゴラ」に改名。現在5巻電子書籍で出版。

## 人物
日本人の父とフランス人の母を持ち、両親の母語である日本語・フランス語以外にも複数の言語を操るポリグロット（polyglot:多言語話者）である。クリストフ・クリタの主な使用言語はフランス語、日本語、英語、中国語、オランダ語、スペイン語など。